# 1766
- Wikisource

| Calendário gregoriano                                                        | 1766 MDCCLXVI                       |
| Ab urbe condita                                                              | 2519                                |
| Calendário arménio                                                           | 1215 – 1216                         |
| Calendário bahá'í                                                            | -78 – -77                           |
| Calendário budista                                                           | 2310                                |
| Calendário chinês                                                            | 4462 – 4463 Início a 9 de fevereiro |
| Calendário copta                                                             | 1482 – 1483                         |
| Calendário etíope                                                            | 1758 – 1759                         |
| Calendários hindus - Vikram Samvat - Calendário nacional indiano - Cáli Iuga | 1821 – 1822 1687 – 1688 4866 – 4867 |
| Calendário Holoceno                                                          | 11766                               |
| Calendário islâmico                                                          | 1180 – 1181                         |
| Calendário judaico                                                           | 5526 – 5527                         |
| Calendário persa                                                             | 1144 – 1145                         |
| Calendário rúnico                                                            | 2016                                |
| Calendário solar tailandês                                                   | 2309                                |

1766 (MDCCLXVI, na numeração romana) foi um ano comum do século XVIII do actual Calendário Gregoriano, da Era de Cristo, e a sua letra dominical foi E (52 semanas), teve início a uma quarta-feira e terminou também a uma quarta-feira.
| Ano completo                        |
| ----------------------------------- |
| Ano comum com início à quarta-feira |

## Eventos

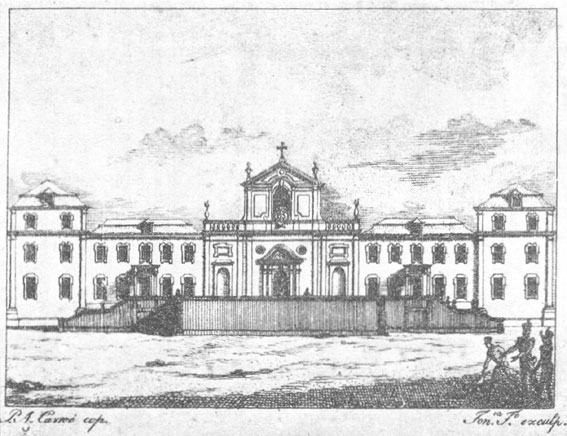
O antigo noviciado jesuíta da Cotovia é inaugurado como Real Colégio dos Nobres pelo rei dom José I em 1766. No século XIX foi substituído pela Escola Politécnica de Lisboa e no século XX a Faculdade de Ciências da Universidade de Lisboa e hoje é a sede do Museu Nacional de História Natural e da Ciência.

### Fevereiro
- 23 de fevereiro - Com a morte de Estanislau Lesczcynski, duque de Lorena, este território é incorporada na França.

### Março
- 18 de março - O Acto Declarativo afirma o direito, entre outros, de a Inglaterra lançar impostos sobre as colónias americanas, apesar de anteriormente no mesmo mês o Parlamento inglês ter revogado o Acto do Selo por 275 votos contra 161.
- 19 de março - Em Portugal, começa a funcionar o Colégio dos Nobres, criado por carta régia em 7 de Março de 1761.

### Maio
- 9 de maio - John Byron regressa de uma viagem de circum-navegação.

### Junho
- 25 de junho - É publicada em Portugal a carta da lei limitadora do direito de testar, a qual protege os herdeiros legítimos contra as fraudulentas e ímpias negociações dos testamentos.

### Julho
- 1 de julho — Jean-François de la Barre, um jovem nobre francês, é torturado e decapitado antes de seu corpo ser queimado em uma pira junto com uma cópia do Dictionnaire philosophique de Voltaire pregado em seu torso pelo crime de não saudar uma procissão religiosa católica em Abbeville, França.
- 3 de julho - Alvará português que determina sob a forma de proceder aos aforamentos dos baldios a bem dos concelhos. Transfere para as câmaras, nos concelhos onde os donatários não tinham o direito de os aforar, maninhos e logradouros comuns. Exige-se consulta à Mesa do Desembargo do Paço para fazer novos aforamentos de baldios, a fim de evitar os abusos e compadrios nos aforamentos que eram feitos por pensões diminutas.
- 30 de julho - Carta régia que proíbe, no Brasil, as indústrias de ourives, fiadores de ouro, de sedas e algodões tecidos.

### Agosto
- 1 de agosto - Através de la Real Cédula forma-se o Vice-Reinado do Rio da Prata, do qual Pedro de Cevallos foi o primeiro vice-Rei.
- 2 de agosto -  É criada a Capitania Geral dos Açores, com sede em Angra, e o título de Presidente da Junta da Administração e Arrecadação da Real Fazenda e Governador e Capitão-General das Ilhas dos Açores para a dirigir.
- 2 de agosto - Alvará, concedido a Augusto Ludovico Thymme, para a criação, em Lisboa, de uma fábrica de folhetas para a cravação de diamantes.

### Outubro
- 14 de outubro - Alvará português estabelecendo as formas como os donatários deverão requerer cartas de confirmação das doações dos bens da coroa.

### Dezembro
- 20 de dezembro - São incorporadas na Coroa Portuguesa todas as saboarias do Reino. O conde Castelo Melhor, que perde o monopólio, é compensado com o título de marquês e importantes bens fundiários.

## Política, Economia, Direito e Educação
- Procedeu-se ao arranque das vinhas nos campos do Tejo, Mondego e Vouga, para a cultura do pão. Pombal tende a acusar a vinha de se expandir à custa das terras do cereal. No entanto, sabe-se, actualmente, que a expansão da vinha do século XVIII se realizou, de uma forma geral, à custa dos terrenos virgens ou da intensificação policultural.
- Em Junho, Pedro Pablo Abarca de Bolea, o décimo Conde de Aranda, é nomeado primeiro-ministro de Espanha e introduz a educação escolar.
- A Rússia e a Prússia interferem na política polaca contra os nacionalistas.
- O mercado livre de cereais em França é abolido, sendo reintroduzido em 1774.
- Ignorando a anexação de Louis de Bougainville em 1764, John Byron toma as ilhas Falkland e funda a cidade de Port Egmont.
- Ali Bey sobe ao poder no Egipto.
- Adam Ferguson - Ensaio sobre a História da Sociedade Civil.
- Ribeiro Sanches redige o manuscrito Moyens pour conserver le commerce déja établi en Russie et pour le faire fleurir à perpetuité.
- Estabelecimento da Capitania-geral dos Açores com sede em Angra, ilha Terceira.
- 4 de Setembro - Criação do cargo de Juiz de fora em todas as ilhas dos Açores.
- 7 de Outubro - Posse do primeiro capitão-general dos Açores, D. Antão de Almada, 12.º conde de Avranches.

## Ciência e Tecnologia
- Henry Cavendish descobre que o hidrogénio é menos denso que o ar e apresenta vários estudos sobre a química dos gases à Sociedade Real.
- Louis de Bouganville inicia a sua viagem de descoberta do Pacífico em que chega às ilhas por ele denominadas Ilhas do Navegador.

## Filosofia e Religião
- Francis Blackburne - Confessional.
- O clero francês é novamente intimado a seguir os Artigos Galicianos de 1682 que limitam a autoridade papal.
- O Papa Clemente XIII permite o culto do Sagrado Coração de Jesus, fundado por Santa Margarida de Alacoque.
- Catarina, a Grande, garante a liberdade de culto na Rússia.
- Padre António Pereira de Figueiredo - Tentativa Teológica.

## Pintura, Escultura e Arquitectura
- Jean-Honoré Fragonard - O Baloiço (pintura).
- Étienne-Maurice Falconet - monumento equestre de Pedro, O Grande, em Sampetersburgo.
- Denis Diderot - Ensaio sobre a pintura.
- Igreja de São Francisco de Assis em Ouro Preto (traça do Aleijadinho).

## Música
- Joseph Haydn - Grande Missa com Órgão.

## Nascimentos
- 14 de Fevereiro - Thomas Robert Malthus, economista britânico.
- 23 de Junho - Johann Samuel Ersch, foi bibliógrafo, bibliófilo e bibliotecário alemão (m. 1828).
- 8 de agosto - William Hyde Wollaston, químico britânico (m. 1828)
- 25 de Setembro - Duque de Richelieu, político francês (m. 1822).
- 26 de Setembro - John Dalton, cientista inglês.
- 29 de Dezembro - Charles Macintosh, químico e inventor britânico.

## Por tema
- 1766 na ciência
- 1766 na literatura